# Benita Araujo
Benita Coromoto Araujo de Chacón es una política venezolana, quien fue diputada a la Asamblea Nacional por el estado Mérida con el partido Acción Democrática.
Tras la reunión de la COPA en Quebec, Benita Araujo solicitó que la Asamblea Nacional analizara la entrada de Venezuela en el ALCA.